# 八木氏
八木氏（やぎし / やぎ の うじ）は、古代日本の神別氏族。姓（かばね）は八木造（やぎのみやつこ）で造（みやつこ）姓。「やぎ」は陽疑、陽枳、矢木にも作る。

## 出自
『新撰姓氏録』によれば、和多罪豊玉彦命（わたつみとよたまひこのみこと）の児神、布留多摩乃命（ふるたまのみこと）の後裔とされる。
「八木」の氏名（）は河内国和泉郡（後に和泉国和泉郡）八木郷（現大阪府岸和田市八木地区）の地名に基づくとされるが、現奈良県橿原市八木町に八木寺（廃寺）があり、その創建は奈良時代に遡るものと見られるので、これを八木氏の氏寺と見て同地一帯に一族が蟠踞した可能性を説く説もある。また、一族で東大寺の写経生であった八木宮主が氏神の祭りを理由に休暇を請うた記録が『正倉院文書』に残されており、この氏神を鴨大神（現高鴨神社）と見て、その鎮座地である大和国葛上郡（現奈良県御所市）及びその南隣の同国宇智郡（現同県五條市）に住した一族がいた可能性も指摘されている。

## 二本松八木氏
陸奥国 南部（岩代国）安達郡(現在の福島県二本松市郭内三丁目)に存在した二本松藩に仕えた武家。
家紋は一つ楓山城国(現在の京都府中京区）に存在している八木邸の八木本家の分家と伝えられている。戊辰戦争時の当主は八木兼近で子の文三郎は母成峠にて戦死と伝わっている。その後子孫は大日本帝国海軍無線電信所に勤めている。

## 九州南部の八木氏
薩摩隼人の末裔ともされ真幸院の郡司を務めた日向国日下部氏の庶流の中に、土持氏・岩切氏・海江田氏と共に八木姓が見える。上代にはあまり見られないが、文明年間に肝付氏や島津氏庶流の新納氏に属して伊東氏と伊作島津氏の合戦に参加した者が見える。他には島津氏16代島津義久の祐筆となった八木正信があり、江戸時代は鹿児島衆の中に名が見える。